# Оно но Такамура
Оно но Такамура (802 — 3 лютого 853) — середньовічний японський вчений, поет, каліграф періоду Хейан.

## Життєпис
Походив зі знатного роду Оно. Син Оно но Мінеморі, історика і поета-кансі. Народився 802 року. Навчався в Дайгаку (Вищій школі чиновників), де 822 року успішно склав випускний іспит з історії.
У 834 р. Він був призначений на Кінтосі, але в 838 р. Після сварки з посланцем Фудзівара но Цунецугу він відмовився від професійних обов'язків, прикидаючись хворобою, і привернув до себе крик відставного імператора Саги, який відправив його до провінції Окі. Протягом двох років він відновив ласки суду і повернувся до столиці, де він був висунутий до Сангі. 824 року починає працювати в Палаті цензорів, де доволі швидко просувається посадами. 825 року стає головним креслярем (каліграфом) Центрального міністерства.
830 року стає молодшим секретарем Міністерства церемоній зі старшим шостим рангом. 832 призначається заступником очільника Дадзайфу й отримує молодший п'ятий ранг. 833 року стає наставником принца Цунесади. 834 року призначено заступником губернатора провінції Мімасака. 834 року брав участь в японському посольстві до династії Тан, що тоді правила Китаєм. 835 року дістає посаду губернатора (камі) провінції Бідзен та другого помічника (гйобу-сьо) міністра покарань. 836 року дістав підвищення до старшого п'ятого рангу.
838 року за наказом імператора Саґа повинен брати участь у новому посольстві до Китаю (на посаді помічника голови посольства), але погиркався з його очільником Фудзівара но Цунецугу, тому, удавши хворого, відмовився від участі в подорожі. Це розгнівало імператора, який заслав Такамуру на о. Окі.
Лише у 840 році його було повернуто до столиці, а 841 року відновлено у ранзі. 842 року стає кокусі провінції Муцу. 845 року отримав молодший четвертий ранг й очолив імператорський секретаріат (куродо-гасіра). 846 року призначається першим помічником лівого головного ревізора (контролера), а 847 року отримує посаду санґі, що істотно посилило його позиції в дайдзьокані (Вищій державній раді). Вплив Оно но Такамури ще більше зріс, коли він очолив впливову імператорську інспекцію Кагеюсі у 848 році.
850 року досяг старшого четвертого рангу. 851 року призначається кокусі провінції Омі, 852 року отримує молодший третій ранг. Помер у 853 році.

## Творчість
Складав вірші китайською і японськими мовами. Вірші-кансі івака увійшли до власної збірка «Такамура-сю». Також його вака, які увійшли до антологій «Хякунін іс-сю» (№ 11), «Кокін вака-сю» (№ 335, 407, 829, 845, 936, 961).

## В легендах
Вважалося, що Оно но Такамура став супроводжуючим володаря загробного світу Ями. Вважалося, що поруч з храмом Рокудочинн в Кіото є місце, де можна перетнути кордон між світом мертвих і світом живих. Такамура знав про це, він відкрив спосіб вільно подорожувати між світами. Він щоночі входив в підземний світ, спускаючись в колодязь, розташований в саду Рокудчінн-дзі, і щоранку повертався, піднімаючись з колодязя, розташованого в храмі Сага Фукусіми-дзі.

## Родина
Мав 6 синів, але рід уславив його онук Оно но Мітікадзе, що став одним з відоміших каліграфів Японії.